# Liste der Monuments historiques in Riez
Die Liste der Monuments historiques in Riez führt die Monuments historiques in der französischen Gemeinde Riez auf.

## Liste der Bauwerke
| Bezeichnung                                                                               | Beschreibung | Standort                      | Kennzeichnung | Schutzstatus | Datum | Bild |
| ----------------------------------------------------------------------------------------- | ------------ | ----------------------------- | ------------- | ------------ | ----- | ---- |
| Gebäude                                                                                   |              | 1, Grande Rue (Lage)          | PA00080456    | Classé       | 1986  |      |
| Haus, 15. Jahrhundert                                                                     |              | 3, Grande Rue (Lage)          | PA04000019    | Inscrit      | 1999  |      |
| Hôtel de Mazan                                                                            |              | 12, Grande Rue (Lage)         | PA00080455    | Classé       | 1988  |      |
| Hôtel                                                                                     |              | 7, place Saint-Antoine (Lage) | PA04000020    | Inscrit      | 1999  |      |
| Porte Ayguières                                                                           |              | Rue Eyguière (Lage)           | PA00080457    | Classé       | 1921  |      |
| Porte Saint-Sébastien                                                                     |              | Grand Rue (Lage)              | PA00080457    | Classé       | 1921  |      |
| Ausgrabungszone der ehemaligen römischen Stadt Colonia Julia Augusta Apollinarium Reiorum |              | (Lage)                        | PA00080458    | Classé       | 1983  |      |
| Brunnen                                                                                   |              | (Lage)                        | PA00080454    | Classé       | 1921  |      |
| Römischer Tempel                                                                          |              | (Lage)                        | PA00080453    | Classé       | 1840  |      |
| Kapelle Sainte-Maxime                                                                     |              | (Lage)                        | PA00080452    | Classé       | 1921  |      |
| Baptisterium                                                                              |              | (Lage)                        | PA00080451    | Classé       | 1840  |      |

## Liste der Objekte
- Monuments historiques (Objekte) in Riez in der Base Palissy des französischen Kultusministeriums